# Bess Truman

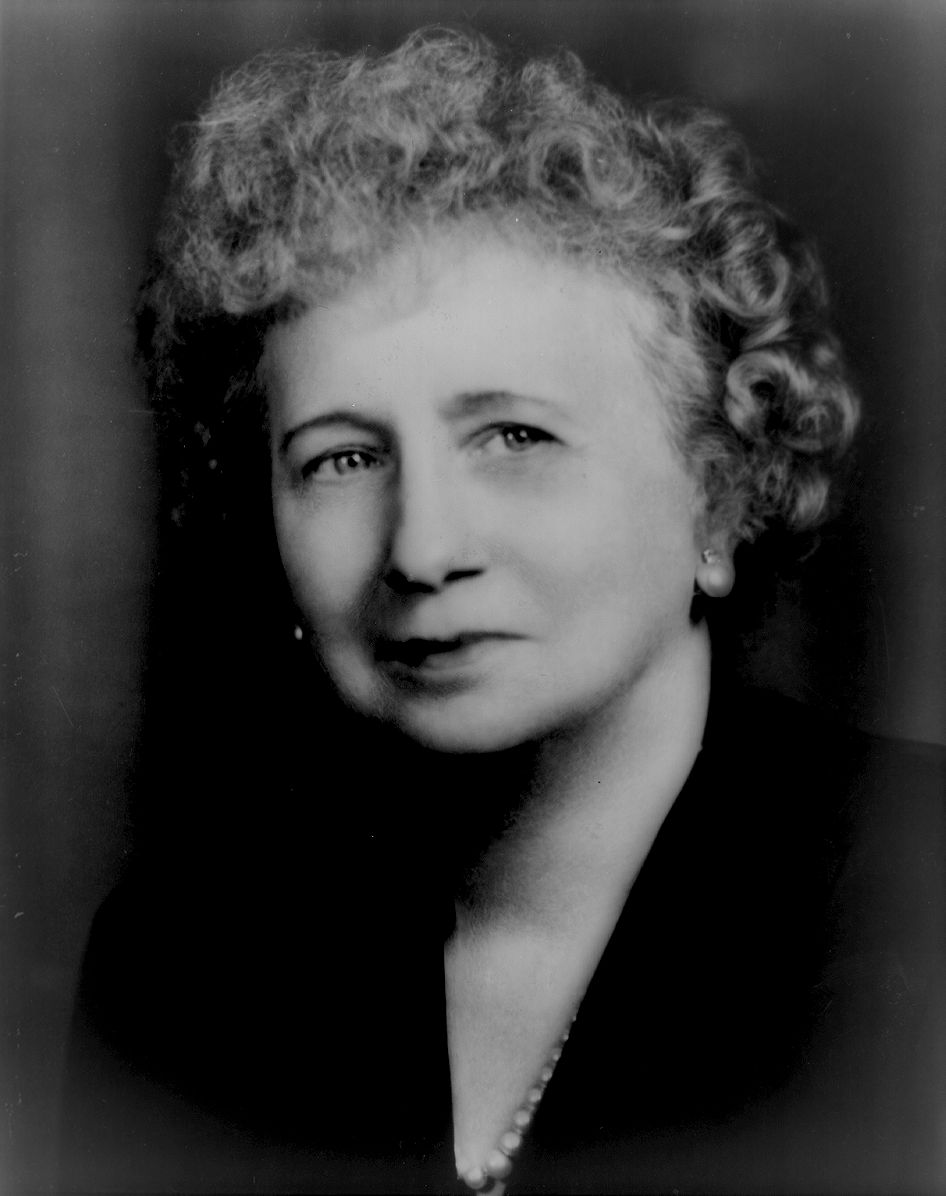
Bess Truman

Elizabeth Virginia „Bess“ Wallace Truman (* 13. Februar 1885 in Independence, Missouri als Elizabeth Virginia Wallace; † 18. Oktober 1982 ebenda) war die Ehefrau des US-Präsidenten Harry S. Truman und die First Lady der Vereinigten Staaten von 1945 bis 1953.
Das Leben im Weißen Haus, insbesondere der Mangel an Privatsphäre, gefiel Bess Truman nicht sonderlich. Sie bemühte sich, öffentliche Auftritte auf ein absolutes Minimum zu reduzieren, und gab in den knapp acht Jahren der Präsidentschaft ihres Mannes nur eine einzige Pressekonferenz. Bei dieser denkwürdigen Veranstaltung durften die Journalisten schriftlich Fragen einreichen, die dann zumeist einsilbig oder mit „no comments“ beantwortet wurden.
Die Trumans kehrten nach den beiden Amtszeiten im Januar 1953 in ihre Heimatstadt Independence zurück. Nach dem Tod ihres Mannes 1972 lebte sie zurückgezogen und starb schließlich mit 97 Jahren, womit sie das bis heute höchste Alter aller bisherigen First Ladies erreichte.
Harry und Bess Trumans Tochter war die Bestseller-Autorin Mary Margaret Truman Daniel, die u. a. Mitglied im Verwaltungsrat von Trumans Präsidentenbibliothek in Independence war.